# Воскресенский, Станислав Сергеевич
Станислав Сергеевич Воскресенский (род. 29 сентября 1976, Куйбышев) — российский государственный и политический деятель. Губернатор Ивановской области с 10 октября 2018 (врио 10 октября 2017 — 10 октября 2018). Член президиума Государственного Совета Российской Федерации с 28 января по 2 августа 2019 и с 21 декабря 2020 по настоящее время.
Заместитель министра экономического развития Российской Федерации (2008—2012, 2014—2017).

## Биография
Родился 29 сентября 1976 года в Куйбышеве. Отец, Сергей Модестович Воскресенский (род. 1956), предприниматель, был гендиректором и совладельцем «Специального проектно-изыскательского института "Гидроспецпроект"», занимал пост президента «Корпорации "Союзгидроспецстрой"». Возглавлял инжиниринговую компанию «Ленгидропроект» (Санкт-Петербург; дочерняя компания «Русгидро»), а также являлся совладельцем компаний «Саянгидроспецстрой», «ГСП-Лизинг», «СГСС-Лизинг» и др.

### Образование
В 1998 году окончил Российскую экономическую академию имени Г. В. Плеханова по специальности «Международные экономические отношения».

### Трудовая деятельность
1995 —1998 годах работал в аудиторской фирме «Мариллион».
1998 — 2000 — сотрудник налогового отдела аудиторской и консалтинговой компании Coopers & Lybrand.
В начале 2000-х годов на общественных началах участвовал в работе налоговых комитетов Российского союза промышленников и предпринимателей и Торгово-промышленной палаты. В РСПП был заместителем руководителя комитета по бюджетной и налоговой политике.
С 1999 по 2004 годы — финансовый директор в компаниях, специализирующихся в области подземного инжиниринга и строительства.
В 2004—2007 — референт экспертного управления президента России.
В 2007—2008 — заместитель начальника экспертного управления Президента России.
В 2008—2012 — заместитель министра экономического развития РФ (в марте — июне 2008 — заместитель министра экономического развития и торговли Российской Федерации). Курировал вопросы по инвестиционной и налоговой политике, регулированию тарифов, инфраструктурных реформ и энергоэффективности. Играл одну из ключевых ролей в организации Петербургского международного экономического форума и ряда других крупнейших международных мероприятий.
В 2012 году являлся представителем президента России по делам группы ведущих индустриальных государств и связям с представителями лидеров стран, входящих в «Группу двадцати», российским шерпой.
С 11 июля 2012 по 19 августа 2014 — заместитель полномочного представителя президента России в Северо-Западном федеральном округе. Основное направление работы — курирование вопросов развития Калининградской области.
С 19 августа 2014 по 10 октября 2017 — заместитель министра экономического развития РФ. Возглавлял рабочую группу по продвижению экономических интересов России в Азиатско-Тихоокеанском регионе при Правительственной комиссии по экономическому развитию и интеграции.

## Глава Ивановской области
С 10 октября 2017 года назначен временно исполняющим обязанности губернатора Ивановской области.
В Единый день голосования 9 сентября 2018 года Воскресенский победил на выборах губернатора Ивановской области, набрав 65,72 % голосов избирателей. 10 октября 2018 вступил в должность губернатора Ивановской области.
27 декабря 2018 назначен руководителем рабочей группы Государственного совета Российской Федерации по направлению «Здравоохранение».
С 28 января по 2 августа 2019 и с 21 декабря 2020 — член президиума Государственного Совета Российской Федерации.
Стал одним из инициаторов ежегодного фестиваля "Русское Рождество"  просветительского проекта проходящего в городе Шуя, призванного возродить традиции главного зимнего праздника. Фестиваль включает торжественные богослужения, ярмарки, световые инсталляции и выставки.
18 января опубликовал в Российской Газете статью "Малые города России: размышляя о будущем", в которой предложил создавать комфортные условия для жизни и самореализации людей в малых городах. Статья стала предметом обсуждения и дискуссии в экспертном сообществе.

## Классный чин
Действительный государственный советник Российской Федерации 2 класса (2007).

## Награды и звания
- Медаль ордена «За заслуги перед Отечеством» I степени (2008)[27][28]
- Благодарность Президента Российской Федерации (2007) — «За активную работу по подготовке и проведению XI Санкт-Петербургского международного экономического форума»[29]
- Благодарность Президента Российской Федерации (2009) — «За большой вклад в подготовку, организацию и проведение XIII Петербургского международного экономического форума»[30]
- В 2007 году Станислав Воскресенский был включён в список «Самых успешных молодых мужчин России», по версии журнала «Финанс»[31]:
- В 2009 году вошёл в число молодых лидеров мира 2010 года по версии Всемирного экономического форума (ВЭФ)[32].

## Санкции
24 февраля 2023 года Госдепом США Воскресенский включён в санкционный список лиц причастных к «осуществлению российских операций и агрессии в отношении Украины, а также к незаконному управлению оккупированными украинскими территориями в интересах РФ», в частности за «призыв граждан на войну в Украине».
1 апреля 2023 года внесён в санкционный список Украины как «глава государственного органа, осуществлявший поддержку/поощрение/публичное одобрение политики РФ, направленной на проведение военных действия и геноцид гражданского населения в Украине»

## Личная жизнь
Женат, воспитывает трёх дочерей. Жена — Светлана Сергеевна Дрыга, фотомодель («Девушка месяца» журнала «Максим» в 2005 году), медиаперсона, прототип героини фильма Андрея Кончаловского «Глянец». Окончила актёрский факультет в New York Film Academy. Снималась в нескольких отечественных фильмах («Елки-2», «1812: Уланская баллада», «Митинг», «С чего начинается Родина», «Эс как доллар, точка, джи») и в голливудском блокбастере «Другой мир». Светлана — лицо многочисленных рекламных компаний известных брендов, среди которых такие крупные компании как LG, Bosch, Tervolina, Samsung, «Дикая Орхидея» и многие другие.

## Увлечения
Любит короткометражное и авторское кино. В день своего назначения и.о губернатора признался журналистам, что для него Ивановская область — это прежде всего родина Андрея Тарковского, его любимого режиссёра. Председатель попечительского совета кинофестиваля «Короче» в 2013—2020 годах — фестиваля короткометражек, который придумал сам политик., а также фестиваля сериалов «Пилот» в 2018—2022 годах.